# Athlètes olympiques indépendants aux Jeux olympiques
Pour les articles homonymes, voir IOA et IOP.
Les athlètes olympiques indépendants (en anglais, Independent Olympic Participants [IOP] ou Independent Olympic Athletes [IOA]) sont des participants aux Jeux olympiques dont les pays n'ont pas de comité reconnu par le CIO.
Ils ne peuvent pas représenter leur pays sous les couleurs de leurs drapeaux mais peuvent être engagés dans les épreuves. Ces sportifs défilent donc sous la bannière olympique. En cas de victoire, c'est l'hymne olympique qui sera joué lors de la remise des médailles.
Cette catégorie est une solution transitoire à la reconnaissance postérieure des pays. Elle a été utilisée lors de six Jeux olympiques.

## Jeux olympiques d'été de 1992
À la suite des guerres de Yougoslavie, la Serbie-et-Monténégro fait l'objet de sanctions de la part du CIO : les athlètes sont autorisés à concourir sous une bannière neutre. La Macédoine de son côté n'était pas encore pourvue de comité.
Le terme retenu par le CIO est « participant olympique » mais celui-ci ne sera plus jamais réutilisé. Le code était alors IOP (independent olympic participant).
Cette délégation rapportera trois médailles au tir.
Quant aux sportifs soviétiques, ils concourent dans la délégation dénommée « équipe unifiée » (code CIO : « EUN »), également aux couleurs du drapeau olympique.

## Jeux olympiques d'été de 2000
Le Timor oriental était placé depuis 1999 sous administration transitoire des Nations unies. 
Quatre sportifs ont participé (code CIO : « IOA » – independent olympic athlete –) mais ils n'ont obtenu que des places d'honneur.

## Jeux olympiques d'été de 2012

Drapeau olympique depuis 2010.

Pour ces jeux, deux cas ont nécessité l'utilisation de cette dénomination.
D'abord, la dissolution de la fédération des Antilles néerlandaises et de son comité olympique en 2010 a fait apparaître deux entités des Pays-Bas caribéens sans comité : Curaçao et Saint-Martin. Aruba quant à elle est reconnue depuis 1988.
Le deuxième cas est le Soudan du Sud qui a obtenu son indépendance en 2011. Le comité autorise une semaine avant les Jeux Guor Marial à courir le marathon, lui qui ne possède aucun passeport et qui vivait aux États-Unis avec un visa de réfugié politique.
Le code CIO : « IOA » (independent olympic athlete) était alors attribué aux compétiteurs.

## Jeux olympiques d'hiver de 2014
Le 31 décembre 2013, il est annoncé que l'Inde est autorisée à participer à ces Jeux sous la bannière olympique. En effet, les élections de l'Association olympique indienne sont prévues deux jours après la cérémonie d'ouverture, ne permettant, théoriquement, pas de lever la suspension à temps. Les athlètes indiens ont donc défilé sous le drapeau olympique au cours de la cérémonie d'ouverture et un athlète a concouru sous ce titre.
Le code CIO : « IOA » (independent olympic athlete) était alors attribué aux athlètes.
Toutefois, le 11 février, au cours de la première semaine de compétition, le CIO prend la décision de réintégrer l'Inde dans le comité avec effet immédiat. Le drapeau indien est donc hissé au village olympique et à la cérémonie de clôture.

## Jeux olympiques d'été de 2016
Le 27 octobre 2015, le Comité olympique du Koweït est suspendu par le CIO pour ingérence gouvernementale dans les instances sportives locales. Malgré un recours porté par le Koweït, la sanction n'est pas levée avant le début des jeux. Les athlètes koweïtiens peuvent cependant participer aux Jeux olympiques sous la bannière des athlètes olympiques indépendants (code CIO : « IOA » – independent olympic athlete –).
Le 10 août, le Koweïtien Fehaid al-Deehani est le premier athlète de l'histoire à devenir champion olympique sous la bannière indépendante en tir double trap.

## Jeux olympiques d'hiver de 2018
À la suite des révélations d'un dopage organisé par l'État Russe, 11 des 33 médailles (dont 4 en or) remportées par les athlètes russes aux jeux de Sotchi ont été retirées.
Les instances olympiques russes ont confirmé, le mardi 12 décembre 2017, la participation sous bannière olympique des sportifs russes une semaine après la suspension du pays par le Comité international olympique.
Le CIO accueille alors les athlètes agréés sous l’appellation « athlète olympique de Russie ». Au groupe ainsi constitué est attribué le code OAR (pour Olympic Athlete from Russia), un pseudo-« code pays » du CIO.

## Jeux olympiques d'été de 2020 et d'hiver de 2022
L'Agence mondiale antidopage inflige des sanctions envers la Russie pour une durée de deux ans, du 17 décembre 2020 au 16 décembre 2022. Elle autorise néanmoins les athlètes russes à concourir de manière neutre sous un titre sans référence au nom « Russie », contrairement à l'utilisation de la dénomination « Athlètes olympiques de Russie » (OAR) en 2018.
Le 19 février 2021, le Comité international olympique annonce que la Russie concourra sous l'acronyme « ROC » (pour Russian Olympic Committee) sans pouvoir utiliser le nom du Comité olympique russe. La Russie sera représentée par le drapeau de son comité national. Le 22 avril 2021, le remplacement de l'hymne russe par un morceau du Concerto pour piano no 1 de Piotr Ilitch Tchaïkovski est approuvé par le CIO.
Ce n'est donc pas le même traitement adopté en 2018 puisque les drapeaux et hymnes olympiques ne sont pas associés à la délégation. Ce traitement sera adopté l'année suivante pour les jeux olympiques d'hiver.

## Jeux olympiques d'été de 2024
À la suite de l'Invasion de l'Ukraine par la Russie le 24 février 2022, les sportifs russes et biélorusses sont exclus par le Comité international olympique et les différentes fédérations internationales. Toutefois, en janvier 2023, le CIO amorce un revirement et annonce son intention d'accepter des athlètes russes et biélorusses en tant qu'athlètes neutres. La décision fut entérinée le 8 décembre 2023, le comité olympique russe lui restant toujours suspendu après sa décision unilatérale d'inclure, parmi ses membres, les organisations sportives régionales qui relèvent de l'autorité du Comité national olympique d'Ukraine.
Les athlètes concourent sous l'acronyme « AIN » (pour Athlètes Individuels Neutres) mais les drapeaux et hymnes olympiques ne sont pas associés à la délégation.